# Manfried Dietrich
Manfried Dietrich (* 6. November 1935 in Yüankiang, China; † 2. Oktober 2024 in Grevenbroich, Deutschland) war ein deutscher Keilschriftforscher und Ugaritist.

## Leben
Manfried Dietrich wurde 1935 in China geboren und wuchs dort auf. Erst 1949 kehrte die Familie nach Deutschland zurück. Von 1954 bis 1958 studierte er Theologie und Semitistik an der Universität Tübingen. Dort schloss er das Studium ab und wurde 1958 zum Dr. phil. promoviert. Das Thema seiner Dissertation lautet Untersuchungen zum mandäischen Wortschatz. 1959/60 schloss sich ein Studium der Hebraistik bei Paul Kahle an der University of Oxford an. Zum April 1963 wechselte Dietrich zu Wolfram von Soden an die Universität Münster, ein Jahr später heiratete er. 1968 begründete er mit Oswald Loretz und Kurt Bergerhof die Schriftenreihe Alter Orient und Altes Testament sowie das Jahrbuch Ugarit-Forschungen. Im Februar 1969 habilitierte sich Dietrich mit der Arbeit Die Aramäer Südbabyloniens in der Sargonidenzeit (700-648) an der Universität Hamburg. Dort wurde er zum 1. April 1970 zum Dozenten ernannt. Er befasste sich unter anderem mit Erforschung der Keilschrift.
Im Jahr 1974 erfolgte die Ernennung zum Wissenschaftlichen Rat und Professor an der Universität Münster, wo Dietrich mit dem Aufbau der Ugarit-Forschungsstelle der Universität beauftragt war und Mitglied der Ugarit-Forschergruppe war. Er lebte zu dieser Zeit in Altenberge im Regierungsbezirk Münster.
1988 gründete er mit Oswald Loretz den Ugarit-Verlag, der sich zu einem der zentralen Publikationsorte in den Altertumswissenschaften entwickelt hat. Von 1991 bis 1993 war Dietrich Dekan des Fachbereichs 14, Alte und Außereuropäische Sprachen und Kulturen, 1993 bis 1995 daselbst Prodekan. 1992 begründete er die Publikationsreihe Altertumskunde des Vorderen Orients. 1993 wurde er Vorsitzender der Deutschen Religionsgeschichtlichen Studiengesellschaft, des Jahrbuchs Mitteilungen für Anthropologie und Religionsgeschichte und der Serie Forschungen zur Anthropologie und Religionsgeschichte. Zum 28. Februar 2001 wurde er pensioniert. Am 1. Dezember 2002 verlieh ihm die Theologische Fakultät der Universität Tartu die Ehrendoktorwürde Dr. theol. h. c.
Manfried Dietrich war eine der treibenden Kräfte bei der Etablierung der Ugarit-Forschungen in Deutschland. Er war Mitarbeiter der Texte aus der Umwelt des Alten Testaments und Mitbegründer der Studia Mesopotamica. Zu seinen akademischen Schülern gehören Thomas Richard Kämmerer und Josef Tropper.